# Bitlis
Bitlis je město v Turecku, hlavní město stejnojmenné provincie. Na konci roku 2009 zde žilo 46 062 obyvatel, přičemž většinu populace tvoří Kurdové. Nachází se 15 km od jezera Van, 100 km od Muşe a 200 km od Diyarbakiru.
Z Bitlisu pocházeli rodiče spisovatele Williama Saroyana.